# 福知山電車区
福知山電車区（ふくちやまでんしゃく）は、京都府福知山市および兵庫県豊岡市にあった西日本旅客鉄道（JR西日本）の車両基地である。

## 概要
福知山線宝塚 - 福知山間と山陰本線福知山 - 城崎（現・城崎温泉）間の電化にあわせて建設されたもので、福知山支社（現・西日本旅客鉄道福知山管理部）が管轄していた。2022年10月の組織改正に伴い、吹田総合車両所福知山支所に名称変更された。（豊岡支所は福知山支所豊岡派出所となった。）

### 本区
本区は福知山市半田にあり、福知山駅の西方1.5kmに設けられている。敷地面積は、223,000m2である。車両基地建設の際、整地作業の直後に多数の古墳や塚（主に弥生時代の人類の住居跡）が点在しているとして教育委員会の調査が行われたが、資料保存のための調査が完了した後にそれらはすべて取り壊されてしまった。そのため、現在の福知山電車区は古墳跡の上に所在していることになる。
車両基地建設時は単線の連絡線で福知山駅と接続されていたが、福知山駅高架に伴って福知山駅構内の運転設備と保線設備が車両基地内に移転することとなり、留置線の増強や連絡線の複線化が行われた。
またJRグループの現業機関で「電車区」を名乗り、かつ車両配置があるのはこの福知山電車区と岡山電車区だけであった。（2022年10月の組織改正に伴い福知山電車区は吹田総合車両所に、岡山電車区は下関総合車両所にそれぞれ編入されたため「電車区」を名乗り、かつ車両配置がある現業機関は消滅した。）

### 豊岡支所
豊岡支所は豊岡市大手町にあり、豊岡駅構内に設けられている。敷地面積は77,000㎡。

## 配置車両の車体に記される略号
所属組織の略号と、福知山の電報略号である「フチ」または豊岡の電報略号である「トカ」から構成され、電車は「近󠄁フチ」、気動車は「近󠄁トカ」である。2022年9月30日以前は「福フチ」、「福トカ」だった。
機関車は豊岡を意味する「豊」である。

## 配置車両
北近畿地区で運用される車両が配置されている。2022年4月1日現在の配置車両は以下の通り。
| 区所 | 電車  | 気動車 | 機関車 | 客車 | 貨車 | 合計  |
| ---- | ----- | ------ | ------ | ---- | ---- | ----- |
| 本区 | 132両 | 0両    | 0両    | 0両  | 0両  | 132両 |
| 豊岡 | 0両   | 21両   | 1両    | 0両  | 5両  | 27両  |
| 合計 | 132両 | 21両   | 1両    | 0両  | 5両  | 159両 |

### 本区
- 287系電車（46両）
  - 4両編成のFA編成が7本（FA01 - FA07編成）、3両編成のFC編成が6本（FC01 - FC06編成）配置されている。
  - 特急「きのさき」や「こうのとり」などの「北近畿ビッグXネットワーク」で運用されている。183系電車の老朽化にともなう置き換え用として2011年3月12日のダイヤ改正から営業運転を開始した。
  - 当初は、「こうのとり」「きのさき」「はしだて」の一部列車と「まいづる」に使用されたが、2016年3月のダイヤ改正で「きのさき」「はしだて」「まいづる」のJR所属車は全て当系列に改められた。その後「きのさき」「はしだて」の一部に289系が進出している。
- 289系電車（40両）
  - 4両編成のFG編成が7本（FG401・FG403・FG406・FG408 - FG411編成）、3両編成のFH編成が4本（FH302 - FH305編成）配置されている。
  - 老朽化した381系電車の置き換えとして、2015年3月14日の北陸新幹線金沢開業に伴い、北陸特急「しらさぎ」の運用から外れた683系2000番台を直流化改造して投入[6]。同年10月31日に営業運転を開始した。
  - 運転開始当初は「北近畿ビッグXネットワーク」のほぼすべての特急に使用されていたが、2016年3月のダイヤ改正で「こうのとり」のみの使用になった後にグリーン車は普通車との合造車化改造された。現在は、「きのさき」「はしだて」の一部にも使用される。
  - 当初は287系と同数の46両が所属していたが、2019年4月にFH編成2本（FH301・FH306編成）が683系に復帰の上、「サンダーバード」へ転用した。
  - そのため、車両不足が生じる事があり、287系と共に、増結車に「くろしお」編成が使用されることもある。[7]
- 223系電車（32両）
  - 5500番台2両編成（F編成）16本が2008年7月から9月1日にかけて配置された。2008年度製造車で、尼崎事故の教訓から側面の車体強度が従来の223系に比べて1.8倍になっている。本系列の投入により、1977年のキハ47形以来約30年ぶりに福知山支社での新製車両が投入された。
  - 全編成がワンマン運転に対応している。
  - 2008年7月22日より福知山線（篠山口 - 福知山間）で運転を開始し、現在は山陰本線（京都 - 城崎温泉間）・舞鶴線でも運用されている。ただし、京都 - 園部間は吹田総合車両所京都支所の221系電車または223系電車と併結して運転を行う。
- 113系電車（12両）
  - 5300番台の2両編成（S編成）6本が配置されている。ワンマン運転に対応している。5300番台にはリニューアル車も配置されている。ただし、車内はセミクロスシートのままになっている。
  - 山陰本線（綾部 - 城崎温泉間）・舞鶴線・京都丹後鉄道宮福線で運用されている。
  - このほか下関総合車両所広島支所に配置されていた4両編成のF-08編成が訓練用として使用されていた。この編成は2016年7月25日付で廃車となっており、車籍を抹消したため本線は自走できなかった。2021年に福知山電車区構内で解体された。

電化から長年旧国鉄車両で運転されていた特急電車は現在、JR化後に製造された車両に統一されている。この他、運用の関係で網干総合車両所宮原支所所属の223系・225系(いずれも6000番台)も数編成、当区に留置している。

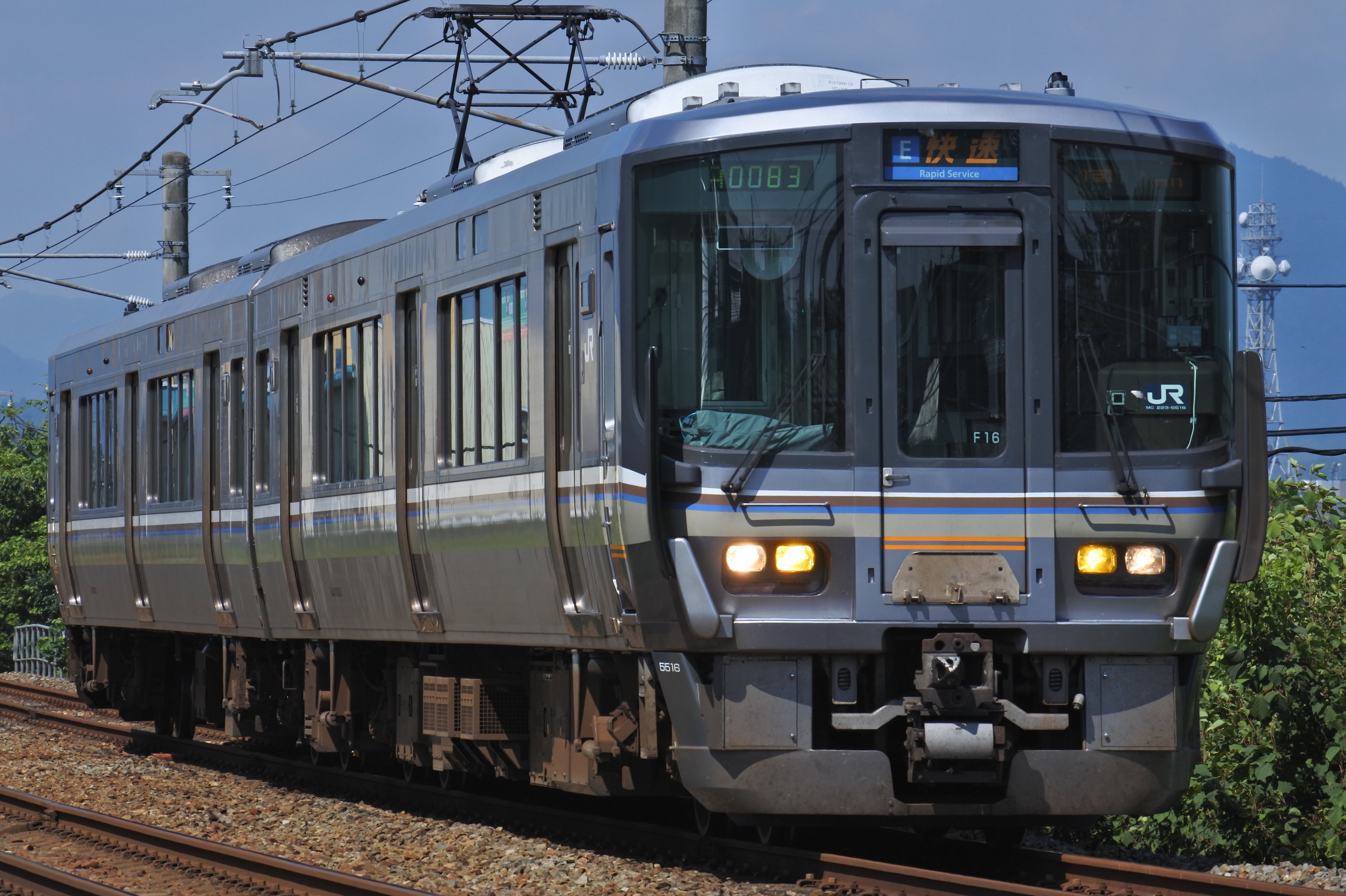
223系5500番台
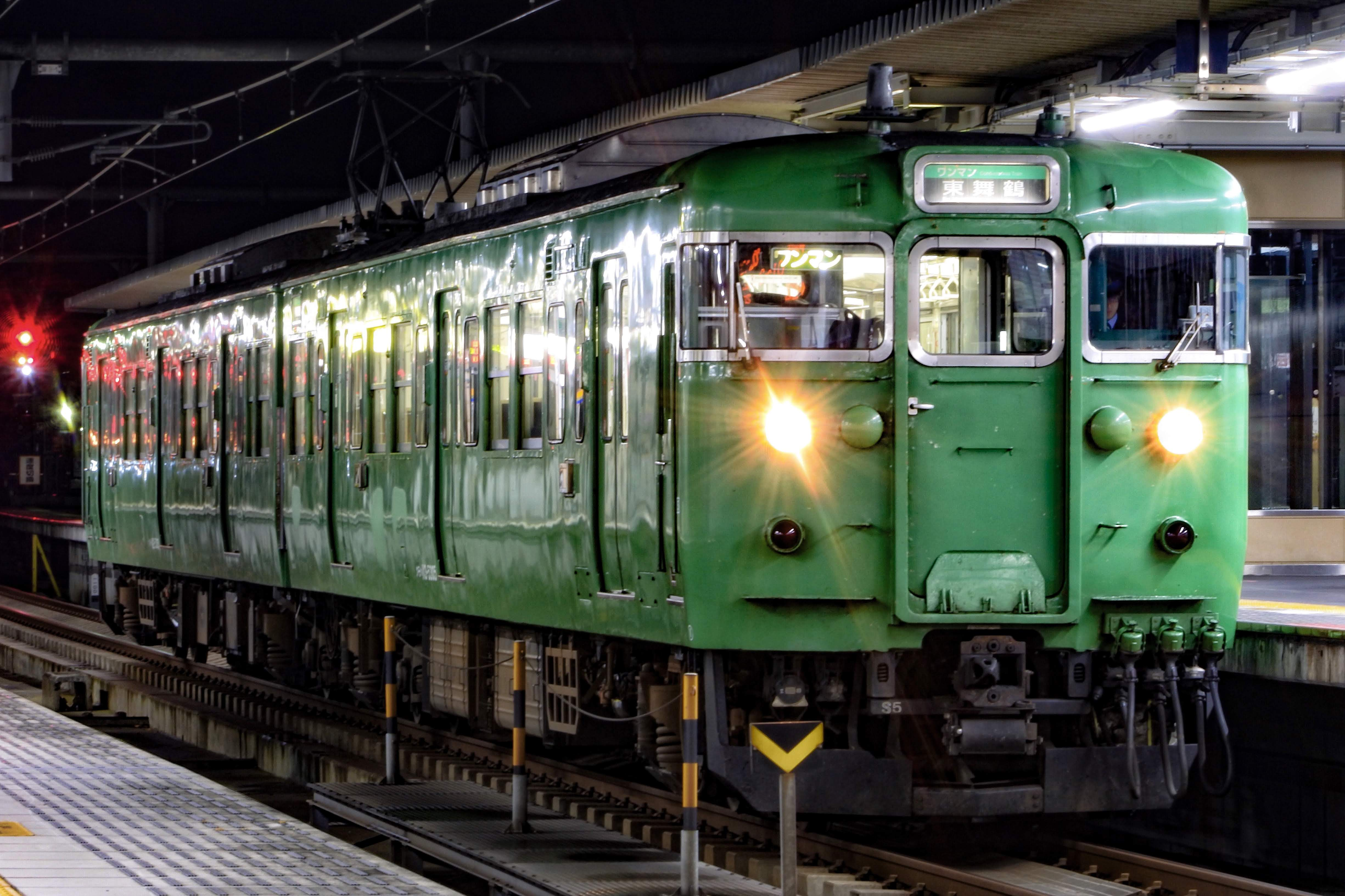
113系5300番台

#### 過去の車両
- 125系電車
  - 2003年3月15日の小浜線敦賀駅 - 東舞鶴駅間の直流電化完成に合わせて2002年に8両（1 - 8）が投入された。2006年10月21日の北陸本線・湖西線敦賀直流化に伴い、金沢支社敦賀地域鉄道部敦賀運転センター車両管理室に転出した。
  - 小浜線は非電化時代から東舞鶴駅構内を除き金沢支社の管轄であるが、小浜線が電化開業した当時敦賀駅構内が小浜線のホーム、留置線などの関連部分のみ直流電化され、当時は交流電化だった旧敦賀地域鉄道部、現金沢総合車両所敦賀支所（当時は福井地域鉄道部・敦賀運転派出）構内への出入りができないため、本所へ配置されていた。
- 381系電車
  - 2015年10月1日時点では6両編成6本、4両編成1本のFE編成計40両が配置されていた。6両編成の2・3号車は個別の編成番号が付けられており、適宜に編成から外されて運用された。
  - もとは「くろしお」で運用されていた車両で、2012年以降日根野電車区から転属された。
  - 2011年3月11日のダイヤ改正で特急「こうのとり」用に287系が新造投入された際、増備車が投入するまで日根野電車区から国鉄色塗装のモノクラス車である6両編成3本が貸し出され[8]、FH編成として同年5月31日まで使用されていた[9]。
  - 上記の289系電車の導入とともに2015年10月30日に定期運用を終了した。2015年12月から2016年3月までに22両が廃車、2両が後藤総合車両所出雲支所へ転属したほか、2016年4月から同年7月までに15両が廃車され、最後まで残ったクロ381-1104も2017年3月31日付で廃車。配置が無くなった。

- 485系電車
  - 1986年に特急「北近畿」用として日根野電車区などから6両編成9本（54両）が転入した[10]。その後、大半が1990年から1991年にかけて183系化され、増結用車両としてモハ485形+モハ484形が残るのみとなった。2004年4月の時点で保留車[11]、2005年2月までに全車廃車となり、485系の配置がなくなった[12]。
- 183系電車
  - いずれも485系電車からの改造車で、3両編成6本、4両編成8本、6両編成6本の86両が在籍していた。6両編成の2・3号車は個別の編成番号が付けられており、輸送力に応じて適宜編成から外されていた。 老朽化から、2011年に287系の投入に伴い3両編成のすべてと4両編成7本が廃車され、2013年3月のダイヤ改正で残りの編成が381系に置き換えられ、183系の配置がなくなった。
  - 2009年からは6両編成と4両編成1本にATS-P型を搭載した車両が登場した。
  - 特急「こうのとり」「きのさき」「はしだて」など、はまかぜを除く全ての「北近畿ビッグXネットワーク」を構成する列車で運用されていた。
- クモヤ145形電車
  - 事業用車（牽引車）として1100番台1両(1126)が配置されていたが、2021年4月5日に吹田へ回送され、同年7月15日付で廃車された。

- 115系電車
  - 6500番台2両編成（R編成）1本が配置されていた。ワンマン運転に対応している。
  - 当初は2両編成5本が配置されていたが、2008年末期から一部下関にいる550番台を置き換えるために、下関総合車両所に転属している。
  - 2022年3月11日まで山陰本線（綾部 - 城崎温泉間）・舞鶴線・京都丹後鉄道宮福線で運用されていたが同年8月吹田に回送され、同月9日付で廃車された。

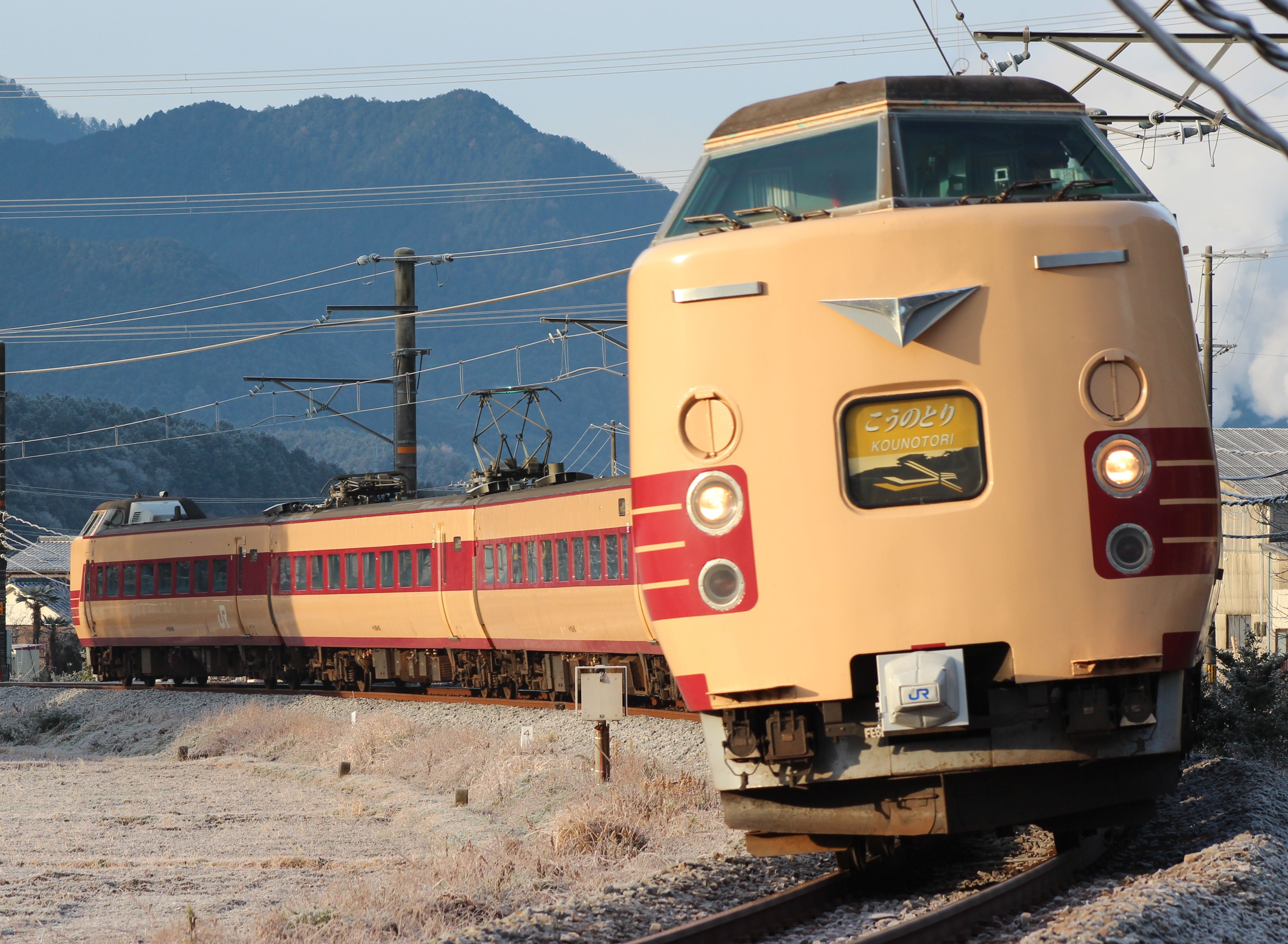
381系
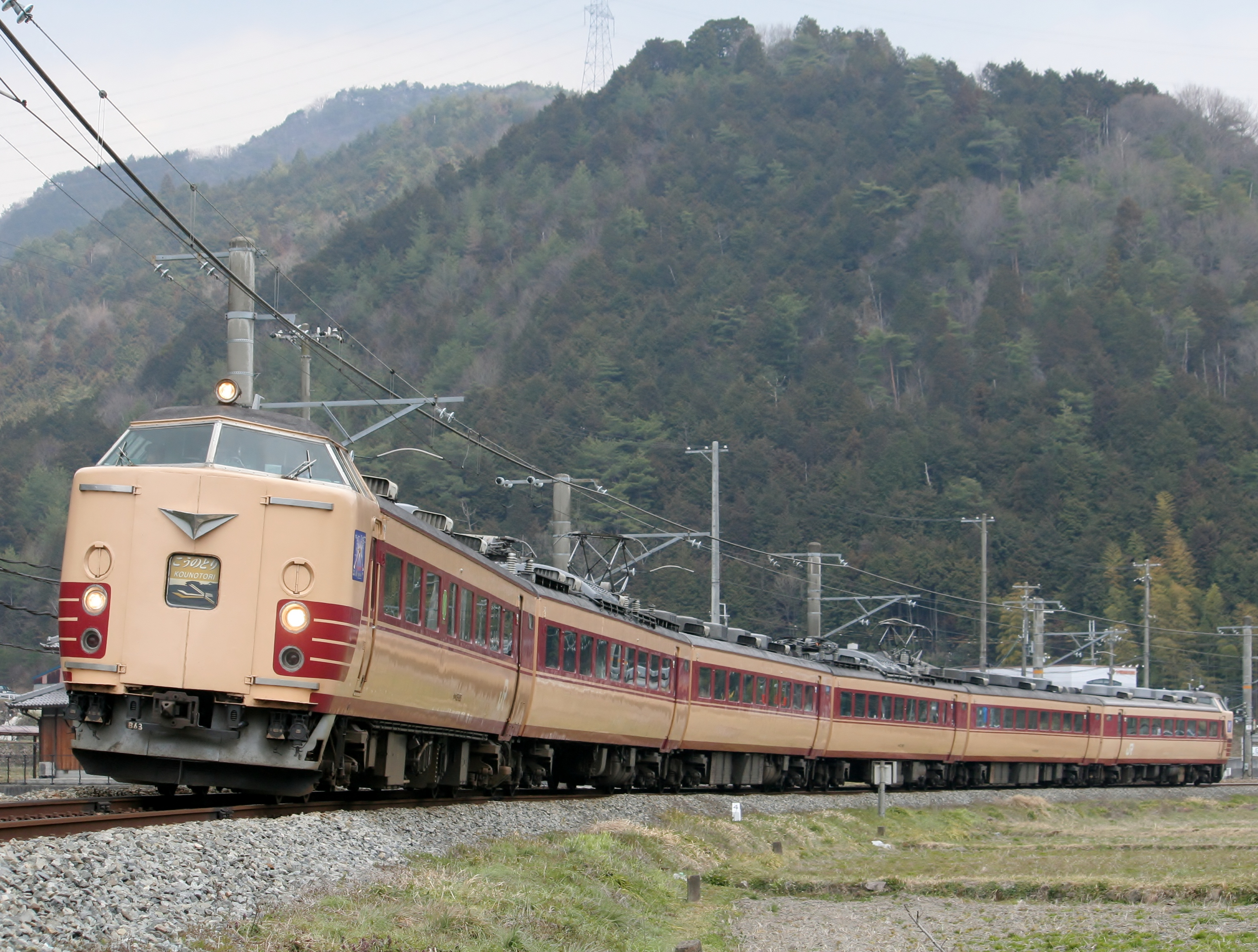
183系

### 豊岡支所

#### 気動車

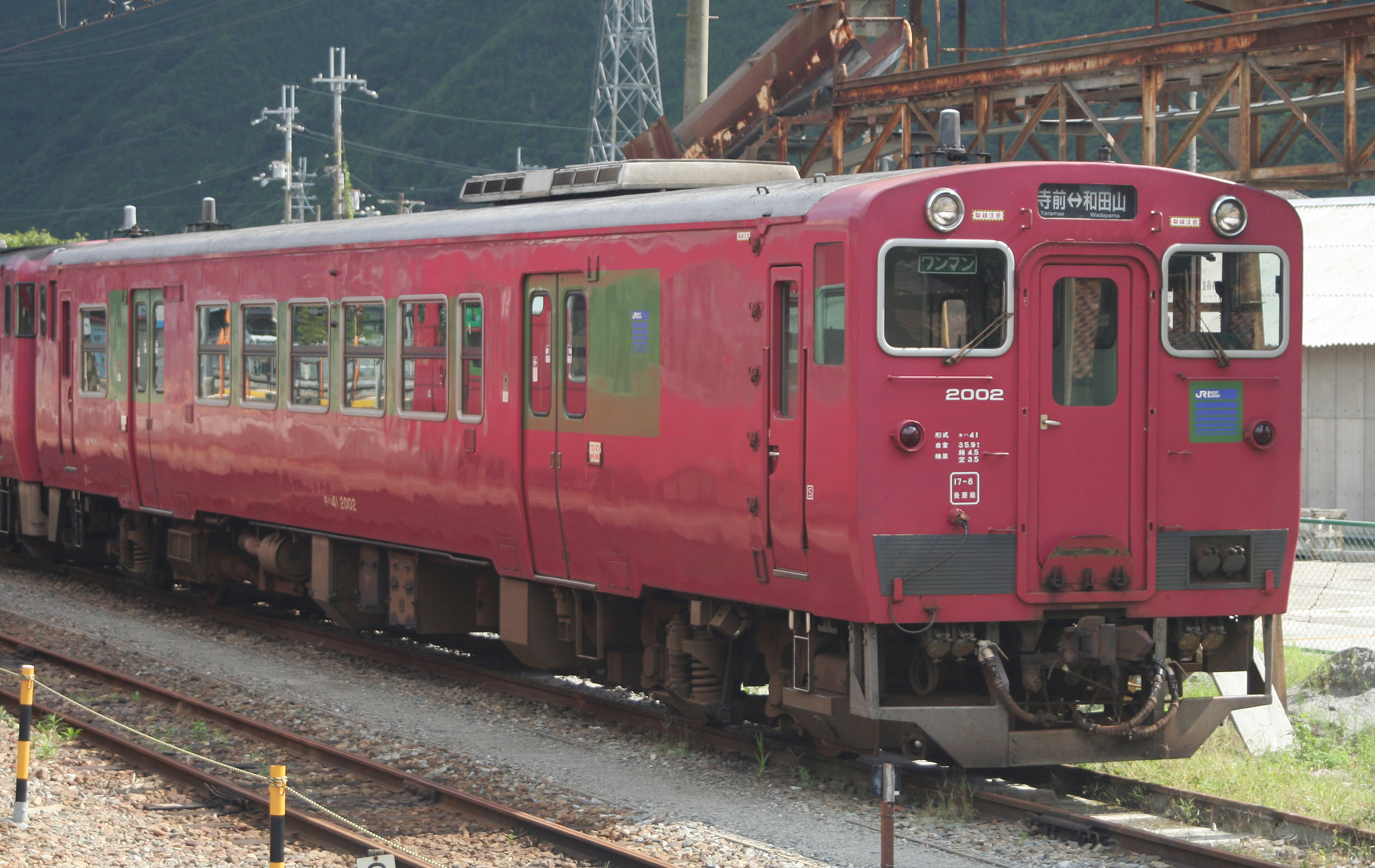
キハ41形

以前は深紅に黄緑のワンポイントを入れた区所専用色だったか、全ての車輌が単色（朱色）に変更された。
- キハ40形気動車（3両）
  - 2000番台3両が配置されている。キハ41形と共通で播但線（寺前 - 和田山間）で運用される。キハ47形と編成を組んで山陰本線運用にも入ることもある。
- キハ41形気動車（5両）
  - 2000番台5両が配置されている。キハ40形と共通で播但線（寺前 - 和田山間）で運用されるほか、山陰本線（豊岡 - 浜坂間）でも単独で運用される[13]。キハ40形と同様で、キハ47形と編成を組んで山陰本線運用にも入ることもある。
- キハ47形気動車（11両）
  - 0番台が7両（キハ47 1・2も配置されている）、1000番台が4両配置されている。基本的に1000番台は豊岡側に連結されるが、0番台車は鳥取側にも豊岡側にも連結される。山陰本線（豊岡 - 鳥取間）で運用されており、主に浜坂以東で運用されるが、豊岡・城崎温泉 - 鳥取間を通しで運行する1往復にも使用される[13]。また過去には、臨時快速の山陰海岸ジオライナーの豊岡を午前に出る便と、鳥取を午後に出る便にも使用されていた。
- キヤ143形気動車（2両）キヤ143

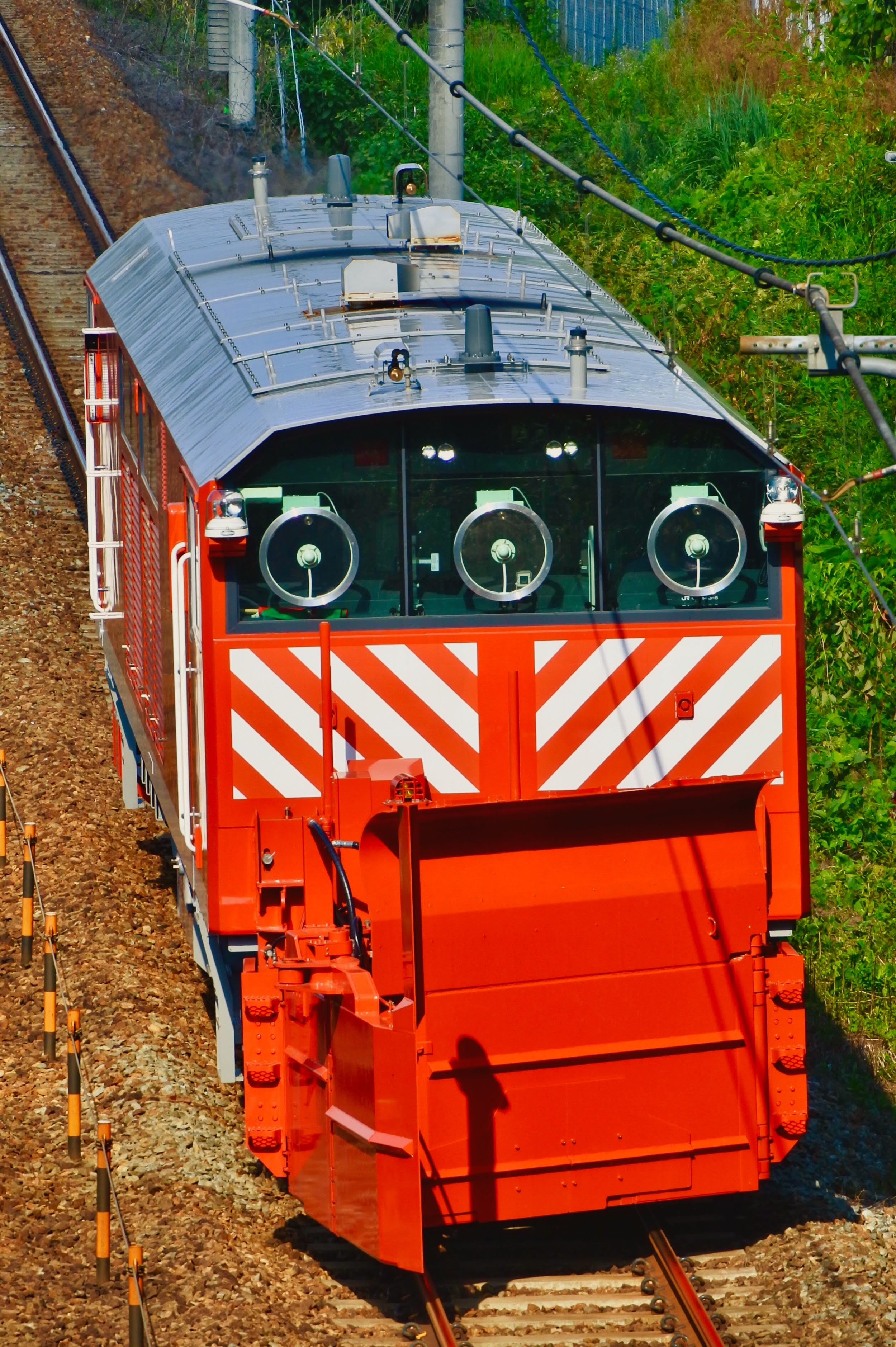
キヤ143

  - 2016年新製の1両、2017年新製の1両の計2両が配置されている。
  - 事業用気動車でラッセル車として使用される。
  - キヤ143形の投入により、同支所所属のDE15形ラッセル機関車は廃車となった。

#### 機関車
DE10形ディーゼル機関車（1両）

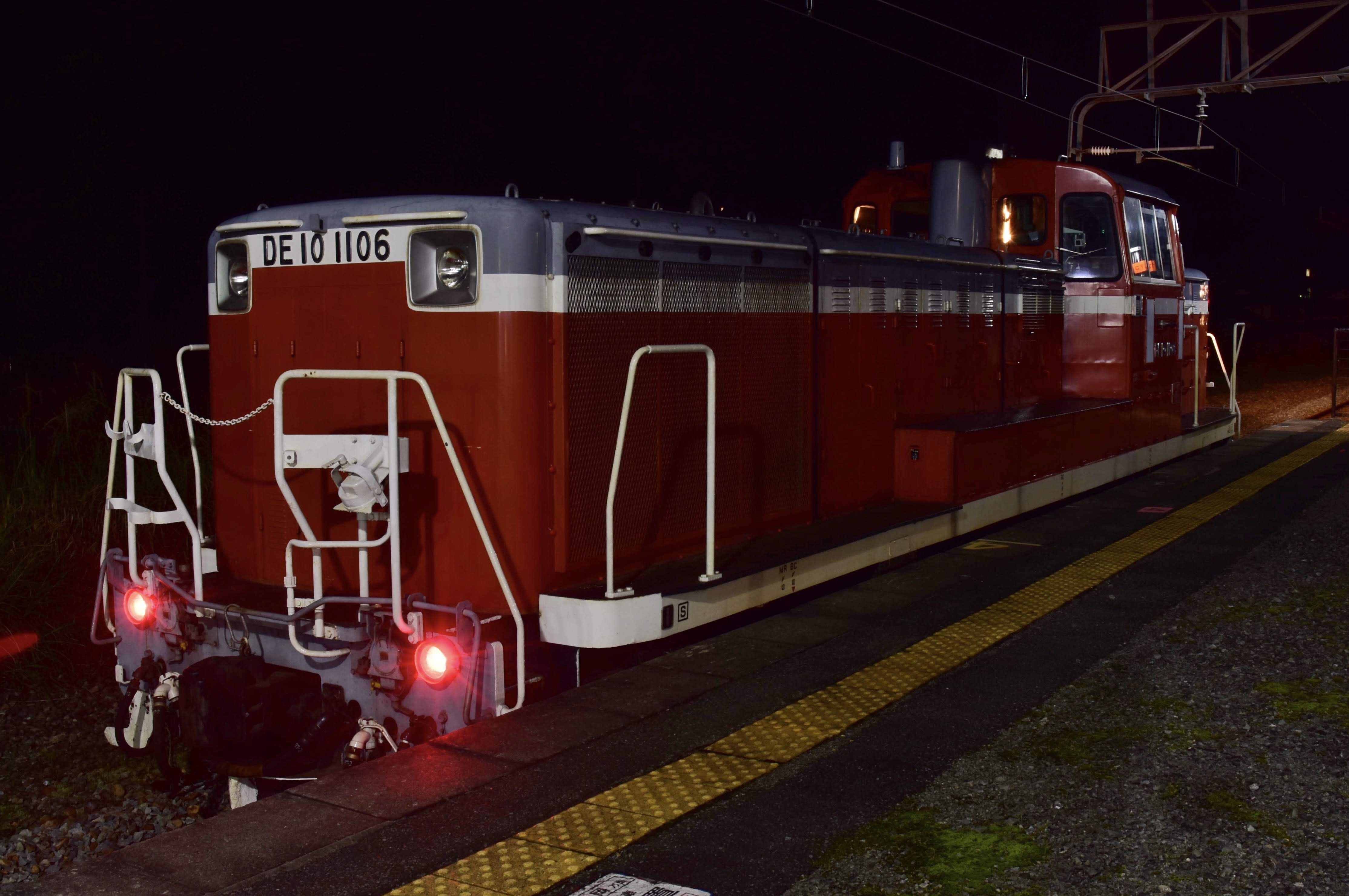
DE10 1106

- 1両が配置されている。入換、臨時列車牽引用。

#### 貨車
- ホキ800形貨車（5両）
  - 5両が配置されている。バラスト輸送用ホッパ車。

## 歴史
- 1981年（昭和56年）5月29日 - 福知山電車基地の起工式が挙行される[14]。
- 1986年（昭和61年）
  - 10月22日 - 車両基地が完成[15]。
  - 11月1日 - 福知山運転区福知山支区として発足[16]。
- 1987年（昭和62年）4月1日 - 国鉄分割民営化で西日本旅客鉄道の施設になる。福知山運転区が福知山運転所に改称されたことにより、福知山支区から福知山支所に変更[17]。
- 1996年（平成8年）3月16日 - 福知山支所から電車グループに改称[18]。
- 1999年（平成11年）10月 - 気動車の車両基地が豊岡鉄道部へ移管[3]。
- 2007年（平成19年）7月1日 - 福知山運転所から独立し、福知山電車区が発足[19]。
- 2010年（平成22年）6月1日 - 組織改正により豊岡鉄道部が廃止され、車両・検修部門が福知山電車区豊岡支所になる[20]。
- 2022年（令和4年）10月1日 - 組織改正に伴い、吹田総合車両所に統合されて吹田総合車両所福知山支所となる[2]。（豊岡支所は福知山支所豊岡派出所となる。）